# Val Whiting
Valeria Olivia Whiting, coniugata Raymond, detta Val (South Orange, 9 aprile 1972), è un'ex cestista statunitense, professionista nella ABL e nella WNBA.

## Carriera
È stata selezionata dalle Detroit Shock al secondo giro del Draft WNBA 1999 (17ª scelta assoluta).

## Palmarès
- 2 volte campionessa NCAA (1990, 1992)